# Marc Aillet
Marc Marie Max Aillet (ur. 17 kwietnia 1957 w Parakou, w Beninie) – francuski duchowny katolicki, biskup Bajonny od 2008.

## Życiorys
Święcenia kapłańskie otrzymał 3 lipca 1982 z rąk kard. Giuseppe Siriego. Inkardynowany do archidiecezji genueńskiej, po odbyciu studiów w Szwajcarii rozpoczął jednak pracę w diecezji Fréjus-Toulon. Był m.in. wykładowcą seminarium w Toulon, wikariuszem biskupim i wikariuszem generalnym tejże diecezji.
15 października 2008 papież Benedykt XVI mianował go ordynariuszem diecezji Bajonny. Sakry biskupiej udzielił mu 30 listopada 2008 kardynał Jean-Pierre Ricard.